# Wołyńska Kolej Wąskotorowa
Wołyńska Kolej Wąskotorowa – zlikwidowana wąskotorowa kolej łącząca Rokitno (Wołyńskie) z Moczulanką, funkcjonująca w latach 1923–1973.
Była to jedyna kolej wąskotorowa PKP zbudowana od postaw w okresie międzywojennym na Kresach Wschodnich II Rzeczypospolitej.

## Eksploatacja
Kolej liczyła 52 km. Posiadała dwa odgałęzienia w stronę granicy polsko-radzieckiej: Borowe – Borowe Wieś (lub Netreba) długości 5 km oraz Lewacze – Strażnica. Służyła głównie do eksploatacji złóż kaolinu i granitu w okolicach Moczulanki, a także do wywozu drewna z lasów. Korzystali z niej też żołnierze Korpusu Ochrony Pogranicza. W 1936 roku koleją przetransportowano 19-tonowy głaz granitowy, który po obróbce spoczął na grobie matki Józefa Piłsudskiego – Marii Piłsudskiej w Wilnie, na Rossie. Pociągi pasażerskie uruchomiono dopiero w 1934 roku (od wejścia w życie rozkładu letniego). Kursowała tylko jedna para pociągów. Trasę 52 kilometrów z Rokitna do Moczulanki pociągi pokonywały w około 3 godziny.

## Historia
Decyzję o budowie kolei podjęło Ministerstwo Kolei Żelaznych w czerwcu 1921 roku. Kolej budowali saperzy wojsk kolejowych, pracownicy firm budowlanych z centrum kraju oraz niewielka ilość robotników miejscowych. Pracami kierował Państwowy Zarząd Kolejowy Dyrekcji Kolei Państwowych w Radomiu. Do budowy zastosowano szyny z rozbieranych linii normalno- i wąskotorowych.

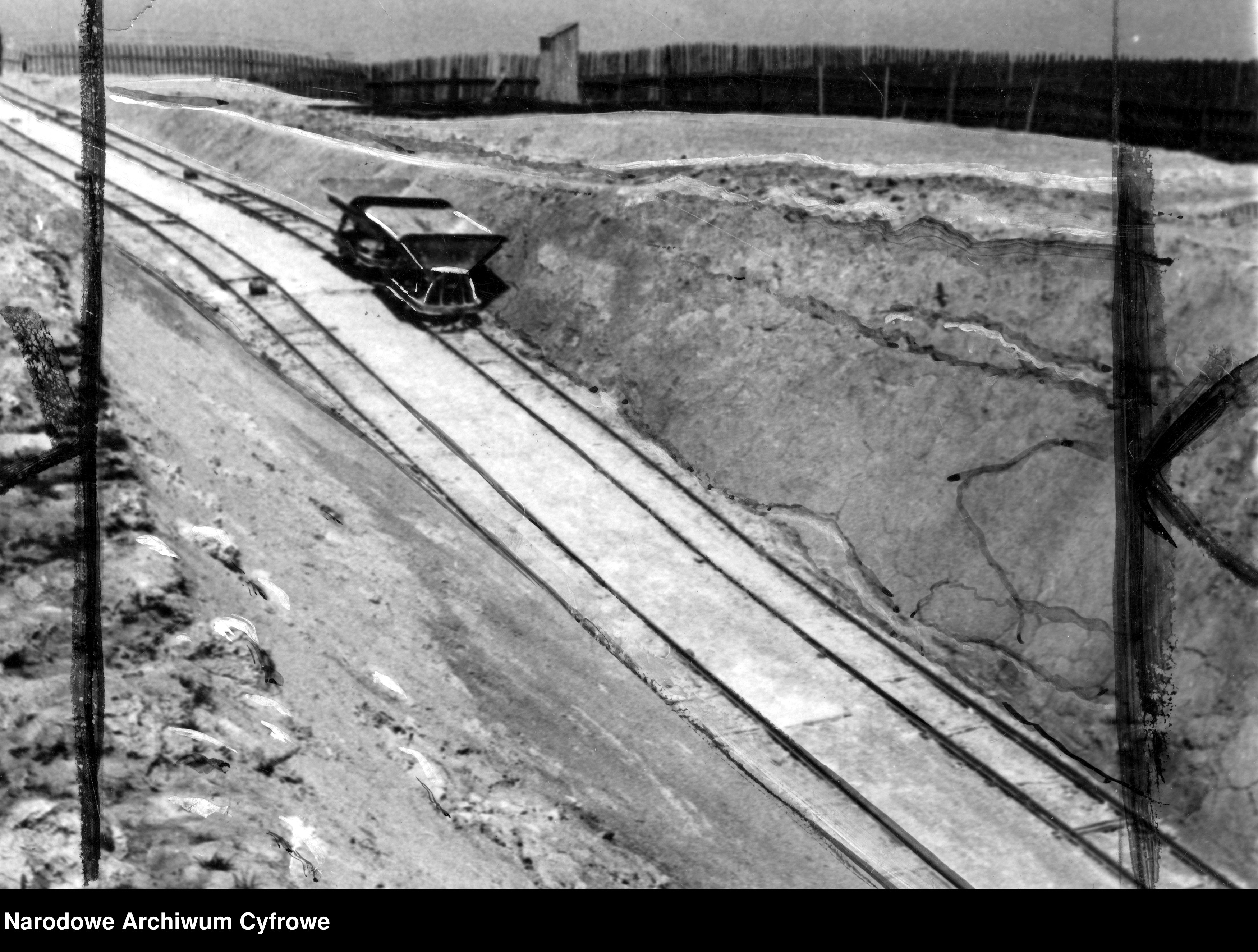
Kolej gospodarcza Moczulanka – Dermanka

Uroczyste otwarcie linii odbyło się 11 listopada 1923 roku (w 5. rocznicę odzyskania niepodległości). Od 1924 roku kolej podlegała pod Dyrekcję Kolei Państwowych w Wilnie, Zarząd Terenowy w Antonówce. W 1937 roku uruchomiono kolej gospodarczą o rozstawie 600 mm, wychodzącą ze stacji Moczulanka biegnąca przez Bielczaki, nad rzeką Słucz do Dermanki. Służyła ona kilku małym kamieniołomom i zakładom kamieniarskim.
Od września 1939 do połowy 1941 była na terytorium okupowanym w Związku Sowieckim, następnie do 1944 pod okupacją niemiecką, później znów w ZSRR. W czasie II wojny światowej kolej pozostawała w użyciu, lecz była obiektem ataków UPA. Od 1944 roku była nieczynna i zniszczona. Została odbudowana w 1949 roku przez Minlessowchoz. Eksploatowana była do czasu wyczerpania surowców i kopalin w 1973 roku. Zaraz potem rozebrano ją. Obecnie dawna trasa kolei znajduje się na terenie Ukrainy.

## Tabor
W chwili uruchomienia kolej posiadała dwa parowozy M52 i M59 firmy Fives Lille o nr fabrycznych 3506 i 3313 z 1905 roku. W latach 1923–ok. 1930 eksploatowano też parowóz firmy Krauss Linz nr fabryczny 3654 z 1897 roku, pochodzący z kolei austro-węgierskich. W 1928 roku na kolej sprowadzono parowóz serii N-86 pochodzący z rosyjskich kolei polowych, powstały w Kołomnie w 1914 roku, na PKP oznaczony C9-1476. W 1929 roku dostarczono też nowy parowóz serii WILNO Wp29-1733, zbudowany przez WSABP w Warszawie w 1929 roku z nr fab. 188. W tym samym roku sprowadzono z Karczmisk do Antonówki (Kolej Antoniewska) dwa parowozy oznaczone na PKP D-1661 oraz D-1662 typu W3A z Fabloku nr fab. 177 i 184 z 1927 roku. Rok później parowozom zmieniono oznaczania na D-1840 oraz D-1841 i przesłano do Rokitna.
W 1939 roku kolej posiadała tylko cztery parowozy: Wp29-1733, D-1480, D-1481 oraz C9-1476.